# Achisamach
Achisamach (hebr. אחיסמך; oficjalna pisownia w ang. Ahisamakh) – moszaw położony w Samorządzie Regionu Chewel Modi’in, w Dystrykcie Centralnym, w Izraelu.

## Położenie
Leży w Szefeli, w otoczeniu miast Ramla i Lod, oraz moszawów Ginnaton, Ben Szemen i Kefar Danijjel.

## Historia
Moszaw został założony w 1950 przez imigrantów z Libii. Nazwa została zaczerpnięta z Biblii, która wymienia Ahisamaha jako ojca Aholioba z plemienia Dana.

## Kultura i sport
W moszawie jest ośrodek kultury oraz boisko do piłki nożnej.

## Gospodarka
Gospodarka moszawu opiera się na intensywnym rolnictwie i sadownictwie. Działa tutaj także firma budowlana M S M Ahisemeah Earthmoving & Development Works Ltd.

## Komunikacja
Na wschód od moszawu przebiegają autostrada nr 1 (Tel Awiw-Jerozolima) i autostrada nr 6, brak jednak bezpośredniego wjazdu na nie. Z moszawu jest wyjazd na drogę ekspresową nr 40 (Kefar Sawa-Ketura), która biegnie na obrzeżach miasta Lod. Około 2 km na południe krzyżuje się ona z drogą ekspresową nr 44 (Holon-Eszta’ol). Istnieje także droga lokalna umożliwiająca dojechanie do położonego na północy moszawu Ben Szemen.